# Juan Aranda
Juan Aranda (Chile, 30 de julio de 1926-Santiago, 22 de enero de 1971) fue un futbolista chileno. Jugó de delantero como puntero o wing derecho. 

## Trayectoria
Sus inicios fueron en el barrio de San Eugenio, jugaba serie juvenil, en la Cuarta Especial del club Unión Ferroviario, equipo desde el cual ingresó a Colo-Colo en 1943.
Toda su vida activa como jugador la desarrolló en Colo-Colo, declarándose colocolino de por vida. 
Tenía una gran capacidad goleadora, rápido, espléndidamente bien dotado técnicamente. Con la madurez alcanzó su óptimo rendimiento futbolístico. En sus 12 temporadas en el equipo albo convirtió 72 goles.
Sus restos mortales descansan, desde el 25 de enero de 1972, en el Mausoleo de los Viejos Cracks de Colo-Colo.

## Clubes
| Club      | País  | Año       |
| --------- | ----- | --------- |
| Colo-Colo | Chile | 1943-1955 |

## Palmarés
| Título                    | Club      | País  | Año  |
| ------------------------- | --------- | ----- | ---- |
| Primera División de Chile | Colo-Colo | Chile | 1944 |
| Campeonato de Campeones   | Colo-Colo | Chile | 1945 |
| Primera División de Chile | Colo-Colo | Chile | 1947 |
| Primera División de Chile | Colo-Colo | Chile | 1953 |